# عبد الفتاح الزعبي
عبد الفتاح بن محمد بدر الدين الزعبي الجيلاني هو فقيه وأديب مسلم، ولد في مدينة طرابلس (شمالي لبنان)، وتوفي فيها.

## حياته
ولد عبد الفتاح الزعبي عام 1259هـ الموافق لـ1840م في طرابلس، وتلقى علومه فيها حيث درس الفقه والأدب عن كبار علماء عصره. ولما شبّ تسلم زاوية الزعبية في محلة السويقة بطرابلس، كما تسلم وظائف الخطابة والتدريس والإمامة في الجامع المنصوري الكبير، وما لبث أن عينته الدولة العثمانية نقيباً للأشراف عن مدينة طرابلس، وخصصت له مرتباً شهرياً، لما كان يتمتع به من علم ودين وأثر مشهود. كان جهوري الصوت، سريع البديهة، وحججه دامغة، وكانت له معرفة واسعة في علم الأنساب، وترك مخطوطة أسماها «أنساب عائلات طرابلس». وقد جمعت خطبه المسجدية التي كان يلقيها في الجامع المنصوري الكبير وفي زاويته في كتاب سمي «المواعظ الحميدية» وهو مطبوع. وقد كان دور اللهو والقمار وغيرها منتشرة في أيامه، بحيث رغب فيها الشباب مبتعدين عن مجالس الذكر، فانبرى الشيخ الزعبي لمحاربتها، وراح يحث جمهور الطرابلسيين على مجانبتها ويحضهم على حضور حلقات الذكر التي كان يقيمها في الزاوية تعبداً لله وتجهداً. كما كان يحارب أدعياء التصوف الذين اتخذوا منه شعاراً يخفون تحته نفاقهم وضلالهم المتمثل بترك التكاليف الشرعية، والتحلل من الشريعة الإسلامية. وكان يحث الناس على الزهد في الدنيا والعمل للآخرة، مسفّهاً أقوال من راحوا ينكرون كرامات الأولياء. فنظم قصيدة «كرامة الكرامات» بيّن فيها إيمانه العميق بكرامات الشيخ محمد الجسر الطرابلسي ومسجلاً إعجابه بالشيخ حسين الجسر جامع كرامات والده ومناقبه الحميدة. وظل هذا دأبه، يخطب في الناس، يوجه ويرشد، ويحث على طاعة الله وينهاهم عن الموبقات والشرور، ويبين لهم طريق الخلاص في الدنيا والآخرة، إلى أن توفاه الله عام 1935م الموافق لـ1354هـ.

## مؤلفاته
ترك الشيخ عبد الفتاح الزعبي عدداً من المنظومات الشعرية أكثرها في الشعر التعليمي الديني، فضلاً عن الرثاء ومدح مشايخ النقشبندية والقادرية:
- أرجوزة الآداب المرضية في الطريقة النقشبندية الخالدية 1305هـ.
- الإيجاز في مدح سيدنا الباز.
- منظومة في أسماء الله الحسنى. المطبعة الأدبية، بيروت، 1315هـ.
- منظومة في أسماء النبي العدناني.
- المواعظ الحميدية.
- مجموعة مباركة
- أنساب عائلات طرابلس (مخطوط).